# おかえり (Tani Yuukiの曲)
「おかえり」は、日本のシンガーソングライター・Tani Yuukiの楽曲。アルバム『Memories』に収録されていたが、2022年11月9日に新たなジャケットでシングルカット、配信リリースされた。

## 概要
2020年11月7日にYouTubeにてフル尺が公開された。約1年後、2021年12月8日にリリースされた『Memories』に収録された。
自身の誕生日でもある2022年11月9日には、新たなジャケットで配信限定シングルとしてリリースされた。シングルにはアコースティック編成で収録された「おかえり（Home and Dry ver.）」も新録されている。
2022年1月15日からJOYSOUNDにてカラオケ配信が開始している。

## 楽曲
「おかえり」は太陽と月のような“対となる存在”との“赤い糸”を信じ、離れてしまってもなお大切なあの人を待ち続ける、切ない愛の歌となっている。
楽曲はTani Yuukiが学生の時に作成された。
童歌のような懐かしさ、雰囲気を感じていて、世代を超えて歌い継がれるような曲になってくれればいいなという思いが精一杯を注ぎ込みまれている。

## ミュージック・ビデオ
ミュージックビデオは、配信開始日の20:00に公開された。
村田朋泰が監督を務めており、パペット・アニメーションとなっている。
内容は、幸せな記憶を辿り、家族に訪れた衝撃の出来事を乗り越える、夫婦と親子の奇跡の物語となっている。
2024年5月には再生回数が1000万回再生を突破し、現在では3000万回再生を突破している。
また、リリース前にもshort ver.などが公開されていた。(以下参照)
| 公開日         | 動画名                                                      | URL        |
| -------------- | ----------------------------------------------------------- | ---------- |
| 2020年8月29日  | おかえり - Tani Yuuki (Acoustic ver.)                       | [ 動画 1 ] |
| 2020年9月12日  | おかえり - Tani Yuuki（short ver.）                         | [ 動画 2 ] |
| 2022年5月8日   | Tani Yuuki Live 2021 "Memories"【YouTube Music Weekend】    | [ 動画 3 ] |
| 2022年8月19日  | Tani Yuuki - おかえり / My Band Session                     | [ 動画 4 ] |
| 2022年11月9日  | おかえり - Tani Yuuki【MV】                                 | [ 動画 5 ] |
| 2023年10月17日 | おかえり (Live ver.) - Tani Yuuki Zepp Tour 2023 “多面態”   | [ 動画 6 ] |
| 2024年8月30日  | Tani Yuuki ×川崎鷹也 - おかえり【コラボ】                   | [ 動画 7 ] |
| 2024年12月22日 | おかえり (Live ver.) - Tani Yuuki Hall Tour 2024 “HOMETOWN” | [ 動画 8 ] |

## チャート成績

### Billboard JAPAN
リリースから約1年はトップ300をキープしており、少し注目されている程度だったが、2024年3月にはトップ300に返り咲いた。
その後、ダンスチャレンジが流行した2024年9月には初トップ100ランクイン。
2025年2月には自身4曲目のストリーミング1億回再生を突破した。

### 動画
1. ↑  『おかえり - Tani Yuuki(Acoustic ver.)』2020年8月29日。2025年6月27日閲覧。
2. ↑  『おかえり - Tani Yuuki（short ver.）』2020年9月12日。2025年6月27日閲覧。
3. ↑  『Tani Yuuki Live 2021 "Memories"【YouTube Music Weekend】』2022年5月8日。2025年6月27日閲覧。
4. ↑  『Tani Yuuki - おかえり / My Band Session』2022年8月19日。2025年6月27日閲覧。
5. ↑  『おかえり - Tani Yuuki【MV】』2022年11月9日。2025年6月27日閲覧。
6. ↑  『おかえり (Live ver.) - Tani Yuuki Zepp Tour 2023 “多面態”』2023年10月17日。2025年6月27日閲覧。
7. ↑  『Tani Yuuki ×川崎鷹也 - おかえり【コラボ】』2024年8月30日。2025年6月27日閲覧。
8. ↑  『おかえり (Live ver.) - Tani Yuuki Hall Tour 2024 “HOMETOWN”』2024年12月22日。2025年6月27日閲覧。